# Борисов, Михаил Иванович (Герой Советского Союза)
Михаил Иванович Бори́сов (1899—1970) — майор Рабоче-крестьянской Красной Армии, участник Гражданской и Великой Отечественной войн, Герой Советского Союза (1943).

## Биография
Михаил Борисов родился 25 августа (6 сентября) 1899 года в селе Юрьевское (ныне — Малоярославецкий район Калужской области) в крестьянской семье. Получил неполное среднее образование. В 1918 году пошёл на службу в Рабоче-крестьянскую Красную Армию. Принимал участие в Гражданской войне. В 1922 году был демобилизован. В 1925 году вступил в ВКП(б). В июле 1941 года был повторно призван в армию. В том же году окончил военно-политическое училище в Москве. С июня 1942 года — на фронтах Великой Отечественной войны. К сентябрю 1943 года капитан Михаил Борисов был заместителем командира батальона по политической части 957-го стрелкового полка 309-й стрелковой дивизии 40-й армии Воронежского фронта. Отличился во время битвы за Днепр.
В ночь с 23 на 24 сентября 1943 года Борисов, возглавив передовой отряд, переправился через Днепр в районе села Балыко-Щучинка Кагарлыкского района Киевской области Украинской ССР. Принял участие в захвате и удержании плацдарма на западном берегу реки, участвовал в отбитии 17 вражеских контратак, лично уничтожил нескольких вражеских солдат.
Указом Президиума Верховного Совета СССР от 23 октября 1943 года капитан Михаил Борисов был удостоен высокого звания Героя Советского Союза с вручением ордена Ленина и медали «Золотая Звезда».
После окончания войны в звании майора был уволен в запас. Проживал в Москве, работал начальником планового отдела треста «Водосток». Умер 23 февраля 1970 года.
Был также награждён орденом Отечественной войны 1-й степени и 2 орденами Красной Звезды, а также рядом медалей.

## Память
- Бюст Борисова установлен в Никольске.

- Бюст Борисова на Центральной площади г. Никольска Пензенской области.